# Piotr Mowlik
Piotr Mowlik (ur. 21 kwietnia 1951 w Orzepowicach) – polski piłkarz grający na pozycji bramkarza.

## Życiorys
Wychowanek LZS Orzepowice (1964-1965), zawodnik ROW Rybnik (1965-1970), Unii Racibórz (1970), Legii Warszawa (1971-1977), Lecha Poznań (1977-1983, tytuł mistrza Polski 1983) oraz drużyn USA: Pittsburgh Spirit (1983-1985) i Tacoma Stars (1986-1987).
Najdłużej - bo 6 sezonów ligowych - grał w barwach Legii Warszawa, w której (w latach 1972–1977) rozegrał 131 meczów, zdobywając m.in. Puchar Polski (1973), wypełniając lukę po Władysławie Grotyńskim, oraz Lecha Poznań, w którym (w latach 1977–1983) rozegrał 153 mecze, zdobywając m.in. Puchar Polski (1982) i Mistrzostwo Polski (1983).
Srebrny medalista olimpijski z Montrealu (1976) i zdobywca III miejsca na Mistrzostwach Świata w Hiszpanii w 1982 roku.
Zasłużony Mistrz Sportu, odznaczony m.in. Srebrnym Krzyżem Zasługi i Złotym Medalem za Wybitne Osiągnięcia Sportowe.
Po zakończeniu kariery zawodniczej został trenerem. Pracował w Olimpii Poznań, Chemiku Bydgoszcz, Warcie Poznań (jako asystent w pierwszej połowie lat 90.) i Lechii w Kostrzynie Wielkopolskim, Warcie Śrem. Aktualnie jest trenerem w Maratończyku Brzeźno (od stycznia 2015).
Do końca roku szkolnego 2018/2019 uczył również wychowania fizycznego w Zespole Szkół w Siekierkach Wielkich.
Ojciec Mariusza, reprezentanta Polski, obecnie agenta piłkarskiego, i Łukasza, kierownika pierwszej drużyny w Lechu Poznań, szwagier Adama Topolskiego, byłego piłkarza m.in. Legii Warszawa, wujek Davida Topolskiego, piłkarza GKP Gorzów Wielkopolski.
19 września 2012 został zatrzymany przez CBA pod zarzutem korupcji w aferze korupcyjnej w piłce nożnej. 3 marca 2020 został skazany na karę 6 miesięcy pozbawienia wolności w zawieszeniu.

## Reprezentacja Polski
W kadrze narodowej zagrał 21 razy. Zadebiutował w meczu z Kanadą (1974) i zakończył grę w drużynie narodowej podczas spotkania z Hiszpanią (1981).
Był w zasadzie bramkarzem znajdującym się „w zanadrzu” selekcjonerów, stąd miał miejsce w kadrze „40” na MŚ '74 i był w rezerwie wśród „22” wybrańców na MŚ '82.
| lp. | Data                 | Miejsce                 | Przeciwnik     | Rezultat | Rozgrywki     | Grał   | Uwagi |
| --- | -------------------- | ----------------------- | -------------- | -------- | ------------- | ------ | ----- |
| 1.  | 31 października 1974 | Warszawa                | Kanada         | 2-0      | towarzyski    | do 45' |       |
| 2.  | 8 października 1975  | Łódź                    | Węgry          | 4-2      | towarzyski    | od 13' |       |
| 3.  | 26 maja 1976         | Poznań                  | Irlandia       | 0-2      | towarzyski    | od 46' |       |
| 4.  | 31 lipca 1976        | Montreal                | NRD            | 1-3      | IO 1976       | od 20' |       |
| 5.  | 19 sierpnia 1979     | Słupsk                  | Libia          | 5-0      | towarzyski    | 90'    |       |
| 6.  | 27 lutego 1980       | Bagdad                  | Irak           | 1-1      | towarzyski    | 90'    |       |
| 7.  | 2 kwietnia 1980      | Bruksela                | Belgia         | 1-2      | towarzyski    | 90'    |       |
| 8.  | 19 kwietnia 1980     | Turyn                   | Włochy         | 2-2      | towarzyski    | 90'    |       |
| 9.  | 26 kwietnia 1980     | Borovo                  | Jugosławia     | 1-2      | towarzyski    | 90'    |       |
| 10. | 28 maja 1980         | Poznań                  | Szkocja        | 1-0      | towarzyski    | 90'    |       |
| 11. | 22 czerwca 1980      | Warszawa                | Irak           | 3-0      | towarzyski    | 90'    |       |
| 12. | 29 czerwca 1980      | São Paulo               | Brazylia       | 1-1      | towarzyski    | 90'    |       |
| 13. | 2 lipca 1980         | Santa Cruz de la Sierra | Boliwia        | 1-0      | towarzyski    | 90'    |       |
| 14. | 9 lipca 1980         | Bogota                  | Kolumbia       | 4-1      | towarzyski    | 90'    |       |
| 15. | 29 września 1980     | Chorzów                 | Czechosłowacja | 1-1      | towarzyski    | 90'    |       |
| 16. | 12 października 1980 | Buenos Aires            | Argentyna      | 1-2      | towarzyski    | 90'    |       |
| 17. | 19 listopada 1980    | Kraków                  | Algieria       | 5-1      | towarzyski    | do 45' |       |
| 18. | 7 grudnia 1980       | Gżira                   | Malta          | 2-0      | elim. MŚ 1982 | 77'    |       |
| 19. | 24 maja 1981         | Bydgoszcz               | Irlandia       | 3-0      | towarzyski    | do 64' |       |
| 20. | 15 listopada 1981    | Wrocław                 | Malta          | 6-0      | elim. MŚ 1982 | 90'    |       |
| 21. | 18 listopada 1981    | Łódź                    | Hiszpania      | 2-3      | towarzyski    | od 46' |       |